# Таллинский фанерно-мебельный комбинат
Та́ллинский фане́рно-ме́бельный комбина́т, ТФМК (эст. Tallinna Vineeri- ja Mööblikombinaat) — в советское время крупнейшее деревообрабатывающие предприятие Эстонской ССР. Было создано на базе фанерно-мебельной фабрики Лютера, предшественницей которой в свою очередь была лесопильня, основанная в 1877 году ревельским предпринимателем Александром Мартином Лютером и его компаньоном, купцом Маркелом Макаровым. Предприятие было ликвидировано в 2014 году.

## Создание фабрики Лютера
В 1870 году ревельский столяр Александр Лютер (Alexander Martin Luther, 1810—1876) совместно с купцом Маркелом Макаровым открыл предприятие, которое занималось куплей-продажей строительных материалов из дерева (т.н. Деревянный двор). Самым успешным артикулом предприятия были финские деревянные кровли для крыш. Скоро предприниматели поняли, что этот товар выгоднее производить на месте. Разрешение на строительство лесопильни было получено в 1877 году, уже после смерти Александра Лютера, однако этот год считается годом рождения фабрики Лютера.
В 1880 году сын Александра Лютера Кристиан Лютер (Christian Wilhelm Luther, 1857—1914), отучившийся в Москве и Лондоне и пришедший к руководству предприятием отца, принял решение начать производство мебели. В 1882 году лесопильня была расширена и была открыта механизированная столярная мастерская. В 1883 году в мастерской пытались наладить массовое производство гробов, используя для обработки дерева водяной пар. Предприятие получило название «Фабрика паровых гробов» (эст. «Auru Puusärgi vabrik»), но её победили мелкие столярные мастерские, снизившие цены на свою продукцию: использование пара в массовом производстве изделий из дерева было очень затратным.
В 1883 году первое в Эстляндии предприятие механизированной деревообработки Лютера и Макарова получило название «Мастерская Лютера и Макарова» (эст. «Lutheri ja Makarovi töökoda»).
Кристиан Лютер имел общее представление о последних технических достижениях и международных путях развития деревообрабатывающей промышленности. В середине 1880-х годов интерес к новым методам механизированной обработки дерева привёл его к идее расширения предприятия и внедрения новаторских методов в технологии производства фанеры.
В 1885 году фабрика Лютера первой в Российской империи наладила выпуск фанеры.
В 1887 году сын Александра Лютера Карл Лютер (Carl Wilhelm Luther, 1859—1903), окончивший Рижский политехникум по специальности «инженер машиностроения», пришёл на работу на фабрику отца и вскоре стал её техническим директором.
- Фабрика А. М. Лютера в 1919—1940 годах
- Изготовленные на фабрике изделия,
1919—1920 гг.
- Машина для резки фанеры, 1920—1940 гг.
- Готовая фанера отправляется на шлифовку и резку, 1920—1940 гг.
- Плетёная мебель фабрики А. М. Лютера на выставке, 1930 год

## До Первой мировой войны
Начало деятельности фанерно-мебельной фабрики Лютера совпало с рождением фанерного производства в Европе и самым активным периодом его развития. Первым успешным изделием массового производства фабрики стали фанерные сиденья для стульев. Стулья получались лёгкие, прочные и дешёвые. Спрос на них рос стремительно. Затем началось производство конторской мебели. К концу 1890-х годов было налажено производство складных стульев и столов, табуретов, витринных шкафов и др.
В 1890 году мебель фабрики Лютера получила золотую медаль на Международной выставке в Мадриде, а в 1896 году была удостоена Большой золотой медали на Нижегородской ярмарке. После того, как был запатентован изобретенный в 1890 году химиком фабрики Лютера Оскаром Паулсеном водостойкий клей, фанерное производство Лютера стало особо мощным и востребованным, а успех  на российском и международном рынках — полным и прочным.
В 1898 году предприятие Лютера и Макарова было преобразовано в акционерное общество «А. М. Лютер», а для лучшей организации сбыта продукции в Лондоне было создано дочернее акционерное общество «Венеста» (AS Venesta). Важной задачей фирмы «Венеста» было ознакомление потребителей с фанерой как новым материалом и её активное продвижение на рынок.
По мере развития производства в конце 1890-х — начале 1900-х годов почти в самом центре Таллина, между Пярнуским шоссе, улицами Вана-Лыуна и Веэренни, были возведены производственные, технические и жилые здания, образовавшие большой фабричный квартал. В 1905 году был построен Народный дом в стиле модерн на улице Вана-Лыуна (его оригинальный фасад в виде параболических дуг в 1997 году был внесён в Эстонский регистр памятников культуры),  в 1912 году — уникальное  трёхнефное здание машинного цеха, имевшее инновативные железобетонные конструкции и большую стеклянную крышу.
В 1911 году АО «Венеста» взяло АО «А. М. Лютер» под свой контроль. В Старой Руссе с 1908 года действовала  принадлежавшая Лютерам деревоотделочная фабрика.
В 1914 году численность рабочих на таллинской фабрике составила 2 тысячи человек. 90 % выпускаемой фабрикой продукции составляла фанера, большую часть которой экспортировали. На втором месте были стулья с более чем ста видами сидений, среди которых — складные стулья и модернистские фанерные табуреты, которые было легко упаковывать для транспортировки за границу.
После кончины Кристиана Лютера в 1914 году директором фабрики стал его сын Мартин Лютер (Martin Christian Luther, 1883—1963).

## В Первой Эстонской республике
В 1935 году, вдохновлённая новыми направлениями в архитектуре и дизайне, «Венеста» помогла Джеку Притчарду создать предприятие под названием «Isokon Furniture Company», которое завоевало особое место в английском модернистском движении. Проектам и развитию изделий из дерева, осуществлёнными фирмами «Венеста» и «Исокон», сопутствовали отношения фабрики Лютера с известным архитектором Вальтером Гропиусом и модным дизайнером Марселем Брёйером. Многие модернисты верили в идею внедрения научных методов в производство мебели, и в 1930-х годах считалось, что фанера даёт для этого большие возможности. На некоторое время мебельное предприятие «Исокон» превратилось в лабораторию, где с фанерой производились интересные эксперименты.
В 1939 году, за несколько месяцев до начала Второй мировой войны, «Акционерное общество механической деревообработки А. М. Лютер» (эст. Mehaanilise Puutööstuse Aktsiaselts A. M. Luther, нем. AG für Mechanische Holzarbeitung A. M. Luther) представило продукцию предприятия на своей выставке в зале Таллинской биржи.
Мартин Кристиан Лютер состоял на должности директора до марта 1940 года, когда он, как большинство балтийских немцев,  переехал с семьёй в Германию.

## В Эстонской ССР
Фабрика Лютера была национализирована в 1940 году, в первые месяцы советской власти.
Во время немецкой оккупации Эстонии были полностью разрушены пять цехов и лесопилка фабрики, а запасы сырья, готовой продукции и полуфабрикатов — сожжены. После войны предприятие было восстановлено и реконструировано.
До 1945 года предприятие называлось фанерно-мебельной фабрикой А. М. Лютера (эст. A. M. Luther vineeri-mööblivabrik), в 1945—1968 годах — Таллинской фанерно-мебельной фабрикой, с 1969 года — Таллинским фанерно-мебельным комбинатом.
В 1977 году комбинат был награждён орденом Октябрьской Революции.
В 1978 году было произведено мебели на 24,4 миллиона рублей (33,6 % общего объёма производства мебели в ЭССР), в том числе 369 тысяч стульев, 12 730 шкафов, 14 044 кровати, 23 084 спальных гарнитура. Кроме мебели, было произведено 34 512 м² клееной фанеры, 10 604 м² лущёного и 7,8 млн м² строганого шпона, 200 772 м² щитового паркета, 90 006 м² мебельного зеркала.
На начало 1979 года численность работников комбината составила 2861 человек.
Комбинат построил свой комплекс отдыха в лесу недалеко от моря и имел свой футбольный клуб «ТФМК» (эст. TVMK).

## После восстановления независимости Эстонии
В 1993 году начался процесс приватизации государственных предприятий Эстонии. В конкурсе на приватизацию ТФМК участвовал живущий в Великобритании потомок Александра Лютера Йенс Марсен Лютер (Yens Marsen Luther). Он предложил Приватизационному агентству сумму, в два раза превысившую стоимость приватизации, но внесудебный спор с акционерным обществом «Марлекор» (AS Marlekor), владельцами которого был Пётр Седин и Юло Пярнитс, закончился выплатой Лютеру трёх миллионов крон отступных.
В сентябре 1993 года фанерно-мебельный комбинат был приватизирован акционерным обществом «Marlekor». В 1997 году для управления комбинатом была создана операторская фирма AS TVMK.
В октябре 1998 года владельцем 75 % акций АО «Марлекор» стало акционерное общество «Nordika Varahaldus».
В июне 1999 года адвокатское бюро «HETA» на основании доверенности «Марлекора» опубликовало в газетах объявление о распродаже принадлежащих «Марлекору» зданий и грунта фанерно-мебельного комбината. Лучшим покупателем признали фирму OÜ Wiltmest Haldus, с которым был заключён договор купли-продажи.
В июле 1999 года была начата процедура банкротства АО «Марлекор», инициированное Налоговым департаментом Эстонии, который требовал от владельца ТФМК более 30 миллионов крон. Кроме того, долговое требование в размере 700 тысяч крон выставила фирма «Julianus Inkasso», представлявшая одного из немецких поставщиков «Марлекора». Суд не провозгласил банкротство АО «Марлекор», так как счёл выставленные денежные требования не имеющими законного основания.
С 2003 года комбинат начал переносить своё производство в Кохила. Сначала туда было переведено производство мебели, в 2006 году — фанеры.
С июля по сентябрь 2004 года в Соляном складе Ротерманна, расположенном недалеко от таллинского порта, работала выставка Эстонского архитектурного музея «Фабрика Лютера. Фанера и мебель», призванная рассказать о «феномене Лютера» не только в контексте истории эстонской культуры, но и с точки зрения мировой истории.
Очередной собственник ТФМК — OÜ Grove Invest — собирался построить в Кохила новый завод по производству фанеры, инвестировав в него 327 миллионов крон. Для строительства нового комбината было создано предприятие Baltic Panel Group OÜ — это имя должна была носить Кохилаская фанерная фабрика.
Фабрика работала на российском сырье. После апрельских событий 2007 года в Таллине ввоз древесины напрямую из России по железной дороге прекратился, её пришлось завозить по морю из Финляндии, из-за чего расходы на логистику фирмы «Baltic Panel Group» выросли на 20 %. Это вызвало большие финансовые затруднения.
В начале 2008 года на Кохилаской фанерной фабрике работало 118 человек.
В 2009 году прежний собственник фирмы «Grove Invest» Пётр Седин продал свои акции московскому мультимиллионеру Петру Левину и его дочери Наталье Левиной.
В мае 2008 года Пярнуский уездный суд объявил фирму «Baltic Panel Group» банкротом. Фирма была ликвидирована в 2014 году.
Деревянные строения фабричного комплекса отдыха с начала 2000-х годов стоят полностью заброшенными и разрушаются. Футбольный клуб «ТФМК» прекратил своё существование в 2012 году.
С 2015 года на территории бывшего фанерно-мебельного комбината создаётся офисно-жилой квартал Лютера, в котором историческое архитектурное наследие сочетается с современными архитектурными и дизайнерскими решениями.

## Кинохроника
На киностудии «Таллинфильм» и Таллинской студии кинохроники в советские годы были сняты документальные фильмы о Таллинском фанерно-мебельном комбинате:
- 1945 — Vineeri sünnimaal / В стране, где рождается фанера, режиссёр П. Паллей (P. Pallei)
- 1948 — Tallinna Vineeri- ja Mööblivabrik / Таллинская фанерно-мебельная фабрика, режиссёр Александр Мандрыкин (Aleksandr Mandrõkin)
- 1959 — Tallinna Vineeri- ja Mööblivabrik rekonstrueeritakse / Таллинскую фанерно-мебельную фабрику реконструируют, режиссер Семён Школьников (Semjon Školnikov)
- 1965 — Uut mööblit Tallinna Vineeri- ja Mööblikombinaadist / Новая мебель с Таллинского фанерно-мебельного комбината, режиссёр Александр Мандрыкин (Aleksandr Mandrõkin)
- 1973 — Uued automaatliinid Tallinna Vineeri- ja Mööblikombinaadis / Новые автоматические линии на Таллинском фанерно-мебельном комбинате, режиссёр Юло Тамбек (Ülo Tambek)
- 1976 — Tallinna Vineeri- ja Mööblikombinaadi puhkekodu Ihasalus / Дом отдыха Таллинского фанерно-мебельного комбината в Ихасалу, режиссёр Реэт Касесалу (Reet Kasesalu)
- 1977 — Vineeri- ja mööblivabriku 100. aastapäev / 100-летний юбилей Фанерно-мебельной фабрики, режиссёр Мадис Оямаа (Madis Ojamaa)
- 1980 — ENSV Ülemnõukogu saadik, Tallinna Vineeri- ja Mööblikombinaadi tööline Ivan Tovtõženko / Депутат Верховного Совета ЭССР, рабочий Таллинского фанерно-мебельного комбината Иван Товтыженко, режиссёр Виталий Горбунов (Vitali Gorbunov)
- 1983 — Rahumiiting Tallinna Vineeri- ja Mööblikombinaadis / Митинг мира на Таллинском фанерно-мебельном комбинате, режиссёр Валерия Андерсон (Valeria Anderson)
- 1985 — Puidujäätmete kasutamisest Tallinna Vineeri- ja Mööblikombinaadis / Об использовании древесных отходов на Таллинском фанерно-мебельном комбинате, режиссёр Юлия Гутева-Силларт (Julia Guteva-Sillart)
- 1987 — Tallinna Vineeri- ja Mööblikombinaat — 110 / Таллинский фанерно-мебельный комбинат — 110, рекламный фильм

## Здания фабрики в XXI столетии
Здания бывшей фабрики Лютера образуют т. н. «квартал Лютера», который занимает 2,3 гектара земли. 19 объектов этого квартала промышленной и жилой архитектуры в 1997—1999 годах были внесены в Государственный регистр памятников культуры Эстонии, среди них:  
- производственное здание на углу Пярнуского шоссе и улицы Винеэри (1897—1919)[17]. Многие годы его помещения занимает магазин тканей. Несколько лет в нём работали мебельный магазин и ресторан с бильярдным залом;
- трёхнефное производственное здание[18] со стеклянной крышей, одной из самых больших в Прибалтике[19], улица Вана-Лыуна 39. В 2017 году было перестроено под офисы и получило название «Бизнес-дом Лютера» (эст. Lutheri Ärimaja — по названию фирмы-девелопера);
- производственное здание по адресу Вана-Лыуна 39а (1912 г.)[6];
- пожарное депо (1912 г.).[20] Помещения сдаются в аренду малым фирмам;
- электростанция (1909 г.)[21];
- водонапорная башня (1910 г.)[22];
- 7 жилых домов работников фабрики, построенных в 1912 году на улице Вана-Лыуна[23];
- деревянный жилой дом инженеров фабрики, улица Вана-Лыуна 27 (1927 г.)[24].

В здании Народного дома работает кондитерская фирма «Пагарипойсид» («Pagaripoisid»).
В 2006—2008 годах часть фабричных зданий, построенных после Второй мировой войны, были снесены. Из трёх зданий фабрики (т.н. большой дом, парковочный дом и дворовый дом) в 2008 году была создана жилая среда на 132 лофта, в 2011 году рядом с ними под жилой дом было перестроено ещё одно здание фабрики. В бывшем жилом доме семейства Лютеров в советское время работала детская поликлиника, с 1983 года — Центральный ЗАГС города Таллина (в Эстонской Республике — Департамент записи актов гражданского состояния).
- Здания фанерно-мебельной фабрики А. М. Лютера, памятники архитектуры
- Здание на Пярнуском шоссе
- Производственное здание на улице Вана-Лыуна
- Фасад Народного дома
- Фрагмент фасада Народного дома
- Пожарное депо